# Vacúol

Esquema d'una cèl·lula animal típica on es mostren els orgànuls i altres components subcel·lulars. (1) nuclèol (2) nucli (3) ribosoma (4) vesícula (5) reticle endoplasmàtic rugós (RER) (6) Aparell de Golgi (7) Citoesquelet (8) reticle endoplasmàtic llis (REL) (9) mitocondri (10) vacúol (11) citoplasma (12) lisosoma (13) centríols

Els vacúols són compartiments envoltats de membrana cel·lular presents en les cèl·lules eucariotes. Són considerats entitats diferents al citoplasma amb funcions ben diverses: secretores, excretores i d'emmagatzematge. El conjunt de vacúols d'una cèl·lula rep el nom de vacuoma.
Els vacúols probablement van evolucionar diverses vegades independentment, fins i tot dins de les plantes verdes.

## Funció
La funció dels vacúols varia enormement segons el tipus de cèl·lula en la qual es troben. Tenen més importància plantes, fongs i determinats protists que en animals i bacteris.
Entre les moltíssimes funcions dels vacúols s'inclou: 
- Eliminar brossa estructural.
- Aïllar materials que poden ser nocius o perjudicials per a la cèl·lula.
- Contenir productes de rebuig.
- Mantenir la pressió hidroestàtica o la turgència dins la cèl·lula.
- Mantenirel pH intern.
- Emmagatzemar petites molècules.
- Exportar substàncies no desitjades fora la cèl·lula.
- Permetre a la cèl·lula canviar de forma.
- Emmagatzemar aigua a les cèl·lules vegetals
- Permetre a les plantes suportar estructures com fulles o flors gràcies a la pressió del vacúol central
- Incrementar la mida, permet a la planta o als seus òrgans (com les fulles) créixer ràpidament utilitzant gairebé només aigua.[3]
- En les llavors, les proteïnes emmagatzemades necessàries per la germinació, es conserven en vacúols modificats.[4]

Els vacúols també tenen un paper important en l'autofàgia: hi conserven l'equilibri entre la producció (biogènesi) i la degradació de moltes substàncies i estructures cel·lulars en determinats organismes. També ajuden en la lisi i el reciclatge de proteïnes amb un plegament incorrecte que s'han començat a formar dins la cèl·lula. Thomas Boller i altres autors van proposar que el vacúol participa en la destrucció de bacteris invasors i Robert B. Mellor va proposar que formes específiques d'òrgans tenen un paper en "allotjar" bacteris simbiòtics. En els protists, els vacúols tenen la funció addicional d'emmagatzemar aliment que ha estat absorbit per l'organisme i assistir en el procés de digestió i gestió de residus de la cèl·lula.
Els vacúols es formen per fusió de les vesícules procedents del reticle endoplasmàtic i de l'aparell de Golgi. En les cèl·lules vegetals, els vacúols ocupen la major part del volum cel·lular (entre el 30% i el 90%) i permeten a part d'emmagatzemar substàncies de rebuig o de reserva (aigua amb diversos glúcids, sals, proteïnes, etc.), augmentar la mida de la cèl·lula per acumulació d'aigua.
Aquests orgànuls són relacionats amb els lisosomes secundaris, ja que aquests engloben dos tipus de vacúols, els heterofàgics o digestius i els autofàgics. Contenen enzims hidrolítics i substrats en procés de digestió. En el primer tipus, els substrats són d'origen extern i són capturats per endocitosi; un cop ha tingut lloc la digestió, certs productes poden ser reutilitzats i aquells no digeribles (anomenats cossos residuals) són abocats a l'exterior per exocitosi. En el cas dels vacúols autofàgics, allò que es digereix són constituents de la cèl·lula.
Existeixen vacúols anomenats pulsàtils o contràctils, que apareixen en molts protozous, especialment d'aigua dolça. Els omplen de substàncies de rebuig que eliminen periòdicament i bomben l'excés d'aigua a l'exterior.

## Descobriment
El 1776 Spallanzani va observar per primer cop els vacúols contràctils en protozous, tot i que els va confondre amb òrgans respiratoris. El 1841 Dujardin els va donar el nom de vacúols. Un any més tard, el 1842, Schleiden va aplicar el terme a les cèl·lules vegetals, per distingir l'estructura amb saba cel·lular de la resta del protoplasma.
El 1885, de Vries va donar el nom de tonoplast a la membrana del vacúol.

## Bacteris
Als gèneres Beggiatoa, Thiomargarita, i Thioploca, tres gèneres de bacteris sulfat-reductors filamentosos, els vacúols són grossos. El citosol d'aquests gèneres es troba extremadament reduït i el vacúol pot ocupar entre el 40 i el 98% del volum de la cèl·lula. El vacúol conté elevades concentracions d'ions de nitrat i, per tant, es creu que actua com a orgànul d'emmagatzematge.
Els vacúols gasosos, que permeten lliurement la permeabilitat dels gasos, són presents en algunes espècies de cianobacteris dels quals controlen la flotabilitat.

## Vacúol vegetal

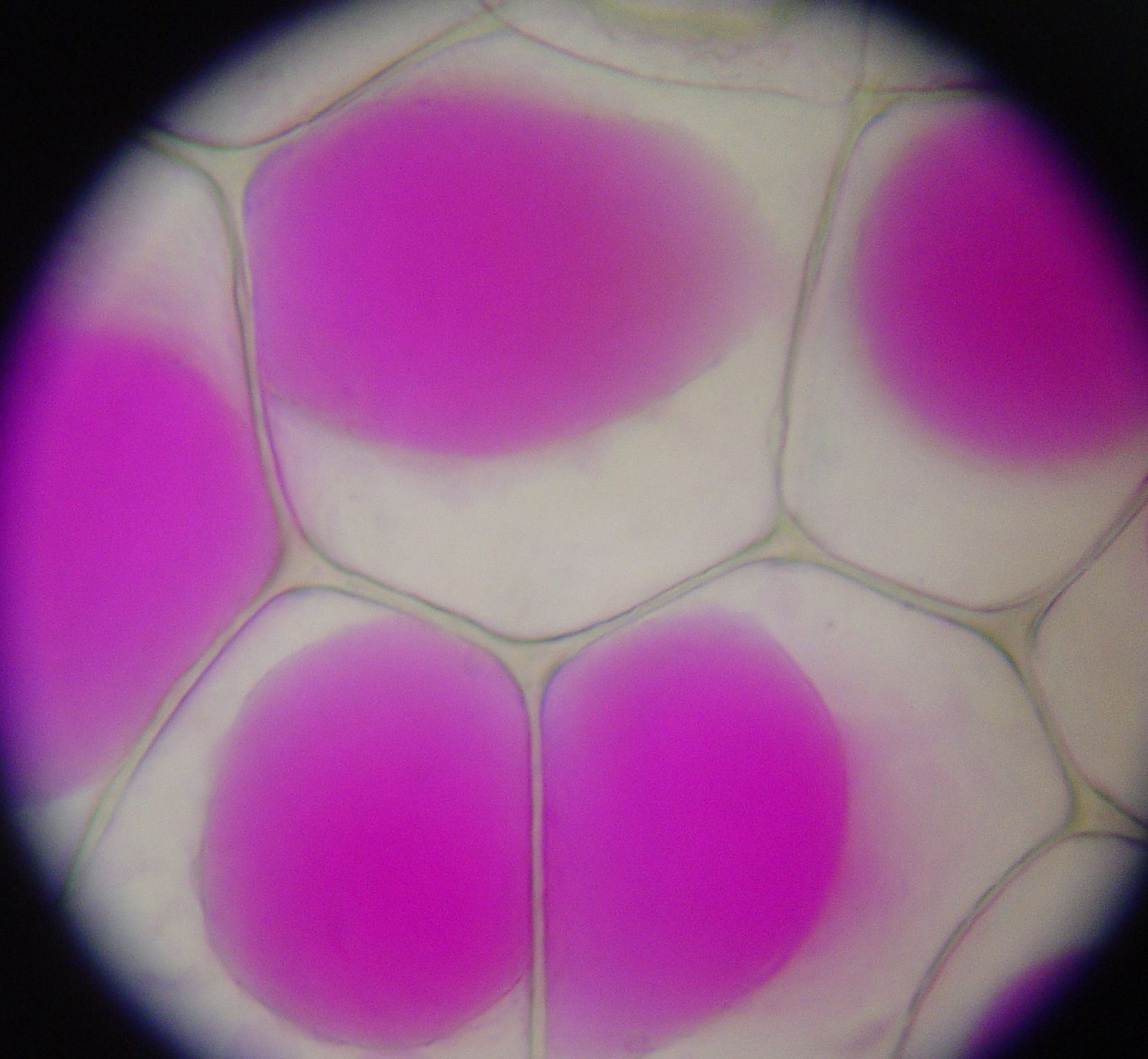
Vacúols d'emmagatzematge d'antocianina de Tradescantia spathacea, una espècie de planta liliòpsida.

La majoria de cèl·lules vegetals tenen un gran vacúol que generalment ocupa més del 30% del volum total de la cèl·lula, i que poden ocupen fins al 80% del volum en determinats tipus de cèl·lules i determinades condicions. El citoplasma sovint travessa el vacúol.
Un vacúol està envoltat per una membrana anomenada tonoplast (paraula que ve del grec: tón (os), que vol dir "estirament", "tensió" o "to" + plastós, que vol dir "format" o "modelat") i omplert amb saba. També anomenada membrana vacuolar, el tonoplast és la membrana citoplasmàtica que envolta un vacúol, separant el contingut del vacúol del citoplasma de la cèl·lula. Com a membrana, es dedica principalment a regular els moviments dels ions al voltant de la cèl·lula i a aïllar materials que puguin ser nocius o una amenaça per a la cèl·lula.
El transport de protons des del citosol fins al vacúol serveix per estabilitzar el pH citoplasmàtic, alhora que fa que l'interior vacuolar sigui més àcid creant una força motriu de protons que la cèl·lula pot utilitzar per transportar nutrients dins o fora del vacúol. El pH baix del vacúol també permet que actuïn els enzims degradatius. Encara que els vacúols únics són més freqüents, la mida i el nombre de vacúols pot variar en diferents teixits i estadis de desenvolupament. Per exemple, el desenvolupament de cèl·lules en els meristemes conté petits provacúols i les cèl·lules del càmbium vascular tenen molts vacúols petits a l'hivern i un gran a l'estiu.
A part de l'emmagatzematge, el paper principal del vacúol central és mantenir la pressió de turgència sobre la paret cel·lular. Les proteïnes que es troben al tonoplast (aquaporines) controlen el flux d'aigua cap a dins i fora del vacúol mitjançant el transport actiu, bombant ions de potassi (K+) dins i fora del vacúol. A causa de l'osmosi, l'aigua es penetrarà en el vacúol, pressionant la paret cel·lular. Si la pèrdua d'aigua condueix una disminució significativa de la pressió de turgència, es produirà una plasmòlisi de la cèl·lula. La pressió de turgència exercida per vacúols també és necessària per a l'allargament cel·lular: ja que la paret cel·lular està parcialment degradada per l'acció de les expansions, la paret menys rígida s'expandeix per la pressió procedent del vacúol. Aquesta pressió també és essencial per al suport de les plantes en posició vertical. Una altra funció d'un vacúol central és empènyer tots el contingut del citoplasma de la cèl·lula cap a la membrana cel·lular i, per tant, mantenir els cloroplasts més a prop de la llum. La majoria de plantes emmagatzemen al vacúol productes químics que reaccionen amb altres productes químics del citosol. Si la cèl·lula es trenca, per exemple, per un herbívor, llavors els dos productes químics poden reaccionar formant productes tòxics. A l'all, l'al·liïna i l'enzim al·liïnasa normalment estan separades però si el vacúol es trenca i entren en contacte, reaccionen i formen l'al·licina. Una reacció similar és responsable de la producció de sulfòxid de tiopropanal quan es tallen cebes.

### Descripció[calcitació]
Un vacúol és un orgànul cel·lular present en totes les cèl·lules de plantes i fongs. També apareix en algunes cèl·lules de protists i d'altres eucariotes. Els vacúols són compartiments tancats o limitats per membrana plasmàtica que contenen diferents fluids, com aigua o enzims, encara que en alguns casos pot contenir sòlids. La majoria dels vacúols es formen per la fusió de múltiples vesícules membranoses. L'orgànul no posseeix una forma definida, la seva estructura varia segons les necessitats de la cèl·lula en particular.
Els vacúols que es troben en les cèl·lules vegetals són regions envoltades d'una membrana (tonoplast o membrana vacuolar) i plenes d'un líquid molt particular anomenat suc cel·lular. La cèl·lula vegetal immadura conté una gran quantitat de vacúols petits que augmenten de mida i es van fusionant en un sol i gran, a mesura que la cèl·lula va creixent. Quan la cèl·lula és madura, el 90% del seu volum pot estar ocupat per un vacúol, amb el citoplasma reduït a una capa molt estreta atapeïda contra la paret cel·lular.
Des de fa molt temps s'ha considerat que els vacúols es formen del reticle endoplasmàtic. Quan es va evidenciar que eren molt semblants als lisosomes de les cèl·lules animals es va arribar a la conclusió que els vacúols d'almenys algunes cèl·lules vegetals tenien un origen similar al dels lisosomes animals. La formació dels lisosomes està associada a una regió del citoplasma molt especialitzada anomenada GERL, format per l'aparell de Golgi, el reticle endoplasmàtic i els lisosomes. Aquesta associació de membranes s'ha trobat també en algunes cèl·lules vegetals, de manera que l'origen dels vacúols podria ser el mateix que el dels lisosomes animals.
A l'interior dels vacúols, en el suc cel·lular, es troben una gran quantitat de substàncies. La principal d'elles és l'aigua, al costat d'altres components que varien segons el tipus de planta en què es trobin. A més d'aigua, els vacúols contenen típicament sals i sucres, i algunes proteïnes en dissolució. A causa del transport actiu i la retenció de certs ions per part del tonoplast, els ions es poden acumular en el líquid vacuolar en concentracions molt superiors a les del citoplasma exterior. A vegades la concentració d'un determinat material és prou gran com per formar cristalls, per exemple, d'oxalat de calci, que pot adoptar diferents formes: drusa, amb forma d'estrelles, i rafidis, amb forma d'agulla. Alguns vacúols són àcids, com ara la dels cítrics. El vacúol és sovint un lloc de concentració de pigments. Els colors blau, violeta, porpra i vermell de les cèl·lules vegetals es deuen generalment a un grup de pigments anomenats antocianines (responsables del color de fruites i verdures).
Gràcies al contingut vacuolar i a la seva grandària, la cèl·lula aconsegueix una gran superfície de contacte entre la capa fina del citoplasma i el seu entorn. L'increment de la mida del vacúol dona com a resultat el creixement de la cèl·lula. Una conseqüència d'aquesta estratègia és el desenvolupament d'una pressió de turgència, que permet mantenir la cèl·lula hidratada, i el manteniment de la rigidesa del teixit, unes de les principals funcions dels vacúols i del tonoplast. Altres de les funcions són la desintegració de macromolècules i el reciclatge dels seus components dins de la cèl·lula. Tots els orgànuls cel·lulars, ribosomes, mitocondris i plastidis poden ser dipositats i degradats en els vacúols. Causa de la seva gran activitat digestiva, són comparats als lisosomes de les cèl·lules animals. També aïllen de la resta del citoplasma productes secundaris tòxics del metabolisme, com la nicotina (un alcaloide).
Existeixen altres estructures que es diuen també vacúols però la funció és molt diferent:
- Vacúols pulsàtils: aquestes extreuen l'aigua del citoplasma i l'expulsen a l'exterior per transport actiu.
- Vacúols digestius: digereixen substàncies nutritives, que un cop digerides passen a l'interior de la cèl·lula i els productes de rebuig són eliminats cap a l'exterior de la cèl·lula.
- Vacúols alimentaris: tenen una funció nutritiva i es formen a partir de la membrana cel·lular i del reticle endoplasmàtic.

Al microscopi fotònic es pot observar la cèl·lula vegetal, i en ella plastidis (cloroplasts, amiloplasts, etc.) I referint-se al vacúol, no es pot albirar la seva membrana (tonoplast), però es dedueix la seva ubicació perquè es poden veure les cristal·litzacions (druses i rafidis) d'algunes substàncies que componen el suc cel·lular i també serveix com una forta substància que combat el virus del VIH.

## Fongs
Els vacúols de les cèl·lules dels fongs desenvolupen funcions similars als de les plantes, podent tenir més d'un en una única cèl·lula. En els cèl·lules dels llevats, els vacúols són estructures dinàmiques que poden canviar la seva forma ràpidament. Estan implicats en molts processos com la homeòstasi del pH de la cèl·lula i la concentració d'ions, en la osmoregulació, en l'emmagatzematge d'aminoàcids i polifosfats, i en els processos degradatius. Els ions tòxics com l'estronci (Sr2+
), cobalt (II) (Co2+
) i el plom (II) (Pb2+
) són transportats a l'interior del vacúol per aïllar-los de la resta de la cèl·lula.

## Animals
En les cèl·lules animals els vacúols desenvolupen principalment papers subordinats, assistint en processos més llargs d'exocitosi i endocitosi. Els vacúols animals són més petits que els dels vegetals, encara que generalment són més nombrosos. Hi ha cèl·lules animals que no tenen cap vacúol.
L'exocitosi és el procés d'extrusió de proteïnes i lípids de la cèl·lula. Aquests són absorbits per grànuls secretors dins l'aparell de Golgi, abans de ser transportats a la membrana cel·lular i secretats fora de la cèl·lula. En aquesta funció, els vacúols són simples vesícules emmagatzemadores que permeten la contenció, el transporta i l'alliberament fora de la cèl·lula de determinades proteïnes i lípids.
L'endocitosi és el procés invers a l'exocitosi i pot tenir lloc de diverses formes. La fagocitosi és el procés pel qual les cèl·lules envolten bacteris, teixit mort o altres trossos de material. El material entra en contacte amb la membrana cel·lular, que a continuació s'invagina. La invaginació s'extingeix, deixant el material engolit tancat dins un vacúol i la membrana cel·lular intacte. La pinocitosi és essencialment el mateix procés, la diferència es troba en que les substàncies ingerides estan en solució i no són visibles al microscopi. La fagocitosi i la pinocitosi es duen a terme conjuntament amb els lisosomes que completen el desglossament del material que ha estat engolit.
La salmonel·la té la capacitat de sobreviure i reproduir-se en els vacúols de diverses espècies de mamífer després de ser engolida.